# O Melhor da Disney: As Obras Completas de Carl Barks
O Melhor da Disney: As Obras Completas de Carl Barks é uma coleção brasileira de álbuns de quadrinhos Disney, publicada entre 2004 e 2008 pela Abril Jovem.
A coleção compreende 41 volumes em formato trade paperback reunidos em nove caixas colecionadoras de quatro volumes e uma caixa colecionadora de cinco volumes lançados mensalmente (com intervalos irregulares entre o fim de uma caixa e o início de outra). O último volume foi lançado em outubro de 2008.
A coleção publicou pela primeira vez no Brasil, em versões coloridas eletronicamente e com traduções revisadas, todos os trabalhos de quadrinhos de Carl Barks produzidos para a Disney, incluindo uma vasta produção de histórias do Pato Donald e seus sobrinhos e as estreias de personagens marcantes como Tio Patinhas, Irmãos Metralha, Professor Pardal, Escoteiros-Mirins e Maga Patalójika.
Além de uma grande maioria de histórias escritas e ilustradas por Barks, a coleção também abrange alguns roteiros de Barks ilustrados por outros artistas, poucas histórias de outros roteiristas ilustradas por Barks, as capas das revistas onde foram publicadas originalmente todas estas histórias, as pinturas a óleo de Barks apresentando personagens Disney e um farto sortimento de comentários, críticas e anotações biográficas.

Em 2016, a editora iniciou uma nova coleção, inspirada em The Complete Carl Barks Disney Library da Fantagraphics Books. Em julho de 2018, a Abril deixou de publicar quadrinhos Disney, e a coleção passou a ser publicada pela Panini Comics a partir de setembro de 2019.